# Rajd RAC 1954
Rajd RAC 1954 (12. RAC British International Rally) – 12. edycja rajdu samochodowego Rajd RAC rozgrywanego w Wielkiej Brytanii. Rozgrywany był od 9 do 13 marca 1954 roku. Była to trzecia runda Rajdowych Mistrzostw Europy w roku 1954.

## Klasyfikacja rajdu
| Miejsce                      | Kierowca                     | Pilot                        | Samochód                     | Czas                         | Strata                       |                              |
| Klasyfikacja generalna i ERC | Klasyfikacja generalna i ERC | Klasyfikacja generalna i ERC | Klasyfikacja generalna i ERC | Klasyfikacja generalna i ERC | Klasyfikacja generalna i ERC | Klasyfikacja generalna i ERC |
| ---------------------------- | ---------------------------- | ---------------------------- | ---------------------------- | ---------------------------- | ---------------------------- | ---------------------------- |
| 1.                           | Johnny Wallwork              | Harold Brooks                | Triumph TR2                  | 6:56                         | 0.0                          |                              |
| 2.                           | Peter Cooper                 | O.L. Leighton                | Triumph TR2                  | 7:15                         | +19                          |                              |
| 3.                           | Cuth Harrison                | Edward Harrison              | Ford Zephyr MK1              | 7:20                         | +24                          |                              |
| 4.                           | Peter Harper                 | David Humphrey               | Sunbeam Talbot 90            | 7:21                         | +25                          |                              |
| 5.                           | Bill Bleakley                | Peter Glaister               | Triumph TR2                  | 7:25                         | +29                          |                              |
| 6.                           | Ronnie Adams                 | Leslie Rawlinson             | Alvis TC 3,0                 | 7:29                         | +33                          |                              |
| 7.                           | Jimmy Ray                    | K.D. Ray                     | Morgan Plus 4                | 7:37                         | +41                          |                              |
| 8.                           | Alec Newsham                 | A. Beaumont                  | Morgan Plus 4                | 7:38                         | +42                          |                              |
| 9.                           | George Hartwell              | Frank Scott                  | Sunbeam Talbot 90            | 7:42                         | +46                          |                              |
| 10.                          | John Ashworth                | J. Wesley                    | Jaguar Mk1                   | 7:49                         | +53                          |                              |